# James Hamilton, I duca di Abercorn
James Hamilton, I duca di Abercorn (Seymour Place, 21 gennaio 1811 – Baroscourt, 31 ottobre 1885), è stato un nobile e politico britannico.

## Biografia

### Infanzia
Nato a Seymour Place, nel quartiere londinese di Mayfair, da James Hamilton, visconte Hamilton, che morì quando James aveva solo tre anni, e di Harriet Douglas, seconda figlia dell'onorevole John Douglas, figlio di James Douglas, XIV conte di Morton. Suo padre era figlio di John Hamilton, I marchese di Abercorn, e discendeva da un'antica famiglia nobile scozzese.

### Carriera politica

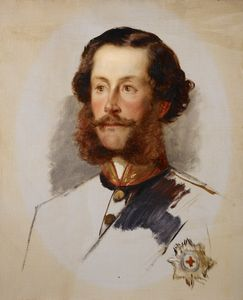
Ritratto di James Hamilton, I duca di Abercorn di Charles-Lucien-Louis Muller, 1856

Fu educato presso l'Harrow School e presso il Christ Church (Oxford); nel 1818 succedette a suo padre come Visconte Abercorn e nel 1844 divenne cavaliere dell'Ordine della Giarrettiera a soli trentatré anni, divenendo nello stesso anno Lord Luogotenente di Donegal.
Due anni dopo entrò a far parte del Consiglio privato di Sua Maestà Britannica e Groom of the Stole del principe Alberto, marito della regina Vittoria e rimase un'importante figura presso la corte britannica e fu anche consigliere privato della regina Vittoria. Nel 1866 fu nominato Viceré d'Irlanda (ma dovette rinunciare all'incarico nel 1876 per motivi di salute) e nel 1868 fu creato Marchese di Hamilton (nella parìa del Regno Unito) e Duca di Abercorn (nella parìa d'Irlanda).

### Matrimonio
Nel 1832 Lord Abercorn sposò Lady Louisa Jane Russell, figlia di John Russell, VI duca di Bedford; ebbero quattordici figli, dei quali tredici sopravvissero all'infanzia.
Lord Abercorn è stato trisavolo di Lady Diana Spencer, bisavolo della principessa Alice, duchessa di Gloucester e trisavolo della principessa Sarah, duchessa di York.

### Ultimi anni e morte
Nel 1874 divenne Gran Maestro della Gran Loggia d'Irlanda, mantenendo l'incarico fino alla sua morte; il 2 marzo 1878 fu inviato straordinario presso la corte italiana per conferire l'Ordine della Giarrettiera a re Umberto I d'Italia. Nel 1881 fu eletto Cancelliere dell'Università d'Irlanda e morì quattro anni dopo nella sua casa di Baronscourt nella Contea di Tyrone; gli succedette come Duca di Abercorn il figlio James Hamilton, II duca di Abercorn.

## Discendenza
Lord Abercorn e Lady Louisa Jane Russell ebbero quattordici figli:
- Lady Harriet Georgiana Louisa Hamilton (1834-1913), sposò Thomas Anson, II conte di Lichfield;
- Lady Beatrix Frances Hamilton (1835-1871), sposò George Lambton, II conte di Durham;
- Lady Luisa (1836-1912), sposò William Montagu Douglas Scott, VI duca di Buccleuch;
- Lady Katherine Elizabeth Hamilton (1838-1874), sposò William Edgcumbe, IV conte di Mount Edgcumbe;
- James Hamilton, II duca di Abercorn (1838-1913);
- Lady Georgiana Susan Hamilton (1841-1913), sposò nel 1882 Edward Turnour, V conte di Winterton;
- Lord Claud Hamilton (1843-1925);
- Lord George Hamilton (1845-1927);
- Lady Alberta Frabces (1847-1932), sposò e poi divorziò con George Spencer-Churchill, VIII duca di Marlborough;
- Lordord Ronald Douglas Hamilton (1849-1867);
- Lady Maud (1850-1832), sposò Henry Petty-Fitzmaurice, V marchese di Lansdowne;
- Lord Cosmo Hamilton (1853-1853);
- Lord Frederick Spencer Hamilton (1856-1928);
- Lord Ernest Hamilton (1858-1939).

## Ascendenza
|                                       |                                    |                                       | Genitori                         |  |  | Nonni |  |  | Bisnonni           |  |  | Trisnonni                             |  |
|                                       |                                    |                                       |                                  |  |  |       |  |  | lord John Hamilton |  |  | James Hamilton, VII conte di Abercorn |  |
|                                       |                                    |                                       |                                  |  |  |       |  |  | lord John Hamilton |  |  | James Hamilton, VII conte di Abercorn |  |
|                                       |                                    | Anne Plumer                           |                                  |  |  |       |  |  | lord John Hamilton |  |  |                                       |  |
| John Hamilton, I marchese di Abercorn |                                    |                                       |                                  |  |  |       |  |  | lord John Hamilton |  |  |                                       |  |
|                                       |                                    | Harriet Craggs                        | James Craggs                     |  |  |       |  |  |                    |  |  |                                       |  |
|                                       |                                    | Harriet Craggs                        | James Craggs                     |  |  |       |  |  |                    |  |  |                                       |  |
|                                       |                                    | Harriet Craggs                        | Hester Santlow                   |  |  |       |  |  |                    |  |  |                                       |  |
| James Hamilton, visconte Hamilton     |                                    | Harriet Craggs                        |                                  |  |  |       |  |  |                    |  |  |                                       |  |
|                                       |                                    | sir Joseph Copley, I baronetto        | Joseph Moyle                     |  |  |       |  |  |                    |  |  |                                       |  |
|                                       |                                    | sir Joseph Copley, I baronetto        | Joseph Moyle                     |  |  |       |  |  |                    |  |  |                                       |  |
|                                       |                                    | sir Joseph Copley, I baronetto        | Catherine Copley                 |  |  |       |  |  |                    |  |  |                                       |  |
| Catherine Copley                      |                                    | sir Joseph Copley, I baronetto        |                                  |  |  |       |  |  |                    |  |  |                                       |  |
|                                       |                                    | Mary Buller                           | John Francis Buller              |  |  |       |  |  |                    |  |  |                                       |  |
|                                       |                                    | Mary Buller                           | John Francis Buller              |  |  |       |  |  |                    |  |  |                                       |  |
|                                       |                                    | Mary Buller                           | Rebecca Trelawny                 |  |  |       |  |  |                    |  |  |                                       |  |
| James Hamilton, I duca di Abercorn    |                                    | Mary Buller                           |                                  |  |  |       |  |  |                    |  |  |                                       |  |
|                                       | James Douglas, XIV conte di Morton | George Douglas, XIII conte di Morton  |                                  |  |  |       |  |  |                    |  |  |                                       |  |
|                                       | James Douglas, XIV conte di Morton | George Douglas, XIII conte di Morton  |                                  |  |  |       |  |  |                    |  |  |                                       |  |
|                                       | James Douglas, XIV conte di Morton | Frances Adderly                       |                                  |  |  |       |  |  |                    |  |  |                                       |  |
| hon. John Douglas                     | James Douglas, XIV conte di Morton |                                       |                                  |  |  |       |  |  |                    |  |  |                                       |  |
|                                       |                                    | Bridget Heathcote                     | sir John Heathcote, II baronetto |  |  |       |  |  |                    |  |  |                                       |  |
|                                       |                                    | Bridget Heathcote                     | sir John Heathcote, II baronetto |  |  |       |  |  |                    |  |  |                                       |  |
|                                       |                                    | Bridget Heathcote                     | Bridget White                    |  |  |       |  |  |                    |  |  |                                       |  |
| Harriet Douglas                       |                                    | Bridget Heathcote                     |                                  |  |  |       |  |  |                    |  |  |                                       |  |
|                                       |                                    | Edward Lascelles, I conte di Harewood | Edward Lascelles                 |  |  |       |  |  |                    |  |  |                                       |  |
|                                       |                                    | Edward Lascelles, I conte di Harewood | Edward Lascelles                 |  |  |       |  |  |                    |  |  |                                       |  |
|                                       |                                    | Edward Lascelles, I conte di Harewood | Frances Ball                     |  |  |       |  |  |                    |  |  |                                       |  |
| lady Frances Lascelles                |                                    | Edward Lascelles, I conte di Harewood |                                  |  |  |       |  |  |                    |  |  |                                       |  |
|                                       |                                    | Anne Chaloner                         | William Chaloner                 |  |  |       |  |  |                    |  |  |                                       |  |
|                                       |                                    | Anne Chaloner                         | William Chaloner                 |  |  |       |  |  |                    |  |  |                                       |  |
|                                       |                                    | Anne Chaloner                         | Mary Finny                       |  |  |       |  |  |                    |  |  |                                       |  |
|                                       |                                    | Anne Chaloner                         |                                  |  |  |       |  |  |                    |  |  |                                       |  |